# Mariusz Strzelecki
Mariusz Strzelecki (ur. 8 września 1967 w Toruniu, zm. 14 listopada 1994) – polski żużlowiec.
W latach 1984–1990 startował w barwach Apatora Toruń, a w latach 1991–1992 w barwach GKM Grudziądz. Dwukrotny drużynowy mistrz Polski (1986, 1990).
Zginął tragicznie w wypadku samochodowym.